# Miha Mevlja
Miha Mevlja, slovenski nogometaš, * 12. junij 1990, Ljubljana.
Mevlja je začel člansko kariero v slovenski prvi ligi leta 2009 pri Gorici, za katero je do leta 2013 odigral 109 prvenstvenih tekem in dosegel pet golov. Po sezono je odigral za švicarski Lausanne-Sport in izraelski Bnei Sakhnin, leta 2015 je prestopil v bukareški Dinamo, leta 2016 pa v ruski Rostov. Nazadnje je igral za Spartak Moskvo.
V slovenski reprezentanci je debitiral 5. junija 2016 na prijateljski tekmi na stadionu Stožice proti turški reprezentanci.
Tudi njegov brat dvojček Nejc je nogometaš.